# Duoc UC
Duoc UC ist eine akkreditierte, gemeinnützige private Hochschule in Chile. Sie wurde 1968 unter dem Dach der Päpstlichen Katholischen Universität von Chile gegründet, die technische und berufliche Abschlüsse durch praktische und branchenorientierte Programme bietet.
Heute hat sie 20 Campus, rund 103.000 Studenten und ca. 3.930 Lehrkräfte. Ihr Rektor ist Carlos Díaz Vergara.

## Geschichte
Das Programm wurde 1968 unter dem Namen „Departamento Universitario Obrero Campesino der Pontificia Universidad Católica de Chile“ gegründet (Abkürzung von Universitätsabteilung für Arbeiter und Landwirte), um Auszubildenden aus unteren sozialen Schichten, insbesondere Arbeitern, Bauern und Gewerkschaftsmitgliedern und ihren Kindern, eine kostenlose Ausbildung zu ermöglichen. Das allgemeine Schema des Studienprogramms bot Ausbildung, Verbesserung und Training für aktive und inaktive Arbeitnehmer.
Diese Praxis wurde bereits von der Universität von Chile und insbesondere von der Staatlichen Technischen Universität (heute Universidad de Santiago de Chile) praktiziert, die, eingetaucht in die Zeiten der Universitätsreform, Universitätslehrräume für einkommensschwache Arbeiter und Studenten öffnete, die trotzdem technische Karrieren an Universitäten verfolgen konnten wirtschaftliche Nöte.
Duoc wuchs schnell und hatte ein Jahr nach seiner Gründung bereits einen Campus und 475 Studenten. Im folgenden Jahr verdreifachte sich der Campus und die Zahl der Studenten stieg auf 3.033. 1972 hatte die Duoc UC bereits 30.000 Studenten in ihren Kursen und Programmen eingeschrieben. Das in den Anfangsjahren erzielte Wachstum veranlasste die Päpstliche Katholische Universität von Chile, ihr am 7. September 1973 rechtliche Autonomie und Verwaltung zu gewähren und die Gründung der Duoc-Stiftung (Fundación Duoc) zu genehmigen.

## Standorte
Die Schulen der Institution sind in 5 der 16 Regionen Chiles präsent.
Auch der Patrimonial- und Universitätserweiterungsbau von Santiago kann virtuell besichtigt werden.
| Region                         | Campus                          |
| ------------------------------ | ------------------------------- |
| Santiago Metropolitan Region   | Campus Alameda                  |
|                                | Campus Antonio Varas            |
| Campus Educación Continua      |                                 |
| Campus Maipú                   |                                 |
| Campus Melipilla               |                                 |
| Campus Padre Alonso de Ovalle  |                                 |
| Campus Plaza Norte             |                                 |
| Campus Plaza Oeste             |                                 |
| Campus Plaza Vespucio          |                                 |
| Campus Puente Alto             |                                 |
| Campus San Bernardo            |                                 |
| Campus San Carlos de Apoquindo |                                 |
| Campus San Joaquín             |                                 |
| Valparaíso Region              | Campus Valparaíso               |
|                                | Campus Viña del Mar             |
| Biobío Region                  | Campus San Andrés de Concepción |
|                                | Campus Arauco                   |
| Campus Nacimiento              |                                 |
| Araucanía Region               | Campus Villarrica               |
| Los Lagos Region               | Campus Puerto Montt             |

## Schulen und Programme
Derzeit verfügt DuocUC über 9 Schulen, die auf 20 Standorte verteilt sind:
1. Hochschule für Verwaltung und Wirtschaft
2. Hochschule für Kommunikation Schule für Bauwesen
3. Hochschule für Design
4. Hochschule für Gastronomie
5. Hochschule für Informatik und Telekommunikation
6. Hochschule für Ingenieurwesen und natürliche Ressourcen
7. Hochschule für Gesundheit
8. Hochschule für Tourismus und Gastgewerbe

| Hochschule                                                 | Professionelle Karriere                                  | Technische Karriere                                      |
| ---------------------------------------------------------- | -------------------------------------------------------- | -------------------------------------------------------- |
| Hochschule für Wirtschaft und Verwaltung                   | Digitales Marketing-Ingenieurwesen                       | Verwaltung Techniker                                     |
|                                                            | Logistikmanagement-Ingenieurwesen                        | Logistikmanagement Techniker                             |
| Management-Außenhandel                                     | Außenhandel Techniker                                    |                                                          |
| Management-Ingenieurwesen, Erwähnung in Personalmanagement | Personalmanagement Techniker                             |                                                          |
| Management-Ingenieurwesen, Erwähnung in Finanzen           | Finanz Techniker                                         |                                                          |
| Auditing                                                   | Allgemeine Buchhaltung, Erwähnung im Steuerrecht         |                                                          |
| Hochschule für Kommunikation                               | Sound-Ingenieurwesen                                     | Sound Techniker                                          |
|                                                            | Audiovisuelle Kommunikation                              | Audiovisuelle Medien Techniker                           |
| Werbung                                                    |                                                          |                                                          |
| Public Relations, Erwähnung im Marketing                   |                                                          |                                                          |
| Digitale Animation                                         |                                                          |                                                          |
| Schauspiel und Leistung                                    |                                                          |                                                          |
| Hochschule für Bauwesen                                    | Risikopräventionstechnik                                 | Risikopräventions Techniker                              |
|                                                            | Bauingenieurwesen                                        | Bau Techniker                                            |
|                                                            | Elektroanlagen und -projekte Techniker                   |                                                          |
| Topograph Techniker                                        |                                                          |                                                          |
| Restaurierung von Kulturgütern                             |                                                          |                                                          |
| Architektur- und Tragwerkszeichnung und -modellierung      |                                                          |                                                          |
| Hochschule für Design                                      | Industriedesign                                          | Illustration                                             |
|                                                            | Grafikdesign                                             | Entwicklung und Web Design                               |
| Innendesign                                                |                                                          |                                                          |
| Modedesign                                                 |                                                          |                                                          |
| Hochschule für Gastronomie                                 | Internationale Gastronomie-Verwaltung                    | Gastronomie Techniker                                    |
| Hochschule für Informatik und Telekommunikation            | Infrastruktur- und Technologieplattformen-Engineering    | Infrastruktur- und technologische Plattformen-Verwaltung |
|                                                            | Informatik-Engineering                                   | Computeranalytiker-Programmierer                         |
| Konnektivität- und Netzwerk-Engineering                    | Netzwerk- und Telekommunikation-Verwaltung               |                                                          |
| Hochschule für Ingenieurwesen und natürliche Ressourcen    | Fahrzeugmechanik- und Autotronik-Engineering             | Fahrzeugmechanik- und Autotronik Techniker               |
|                                                            | Maschinen- und Schwerfahrzeug-Engineering                | Maschinen- und Schwerfahrzeug Techniker                  |
| Elektrizität- und industrielle Automatisierung-Engineering | Elektrizität- und Industrielle Automatisierung Techniker |                                                          |
| Umwelt-Engineering                                         | Erneuerbare Energien Techniker                           |                                                          |
| Agrar-Engineering                                          | Agrar Techniker                                          |                                                          |
|                                                            | Elektromechanische Instandhaltung Techniker              |                                                          |
| Geologie und Sondierung Techniker                          |                                                          |                                                          |
| Veterinär- und Vieh-Techniker                              |                                                          |                                                          |
| Lebensmittelqualität Techniker                             |                                                          |                                                          |
| Hochschule für Gesundheit                                  | Biomedizinische Informatik                               | Klinischer Labor- und Blutbank-Techniker                 |
|                                                            |                                                          | Chemie- und Pharmazie-Techniker                          |
| Zahn-Techniker                                             |                                                          |                                                          |
| Pflege-Techniker                                           |                                                          |                                                          |
| Strahlendiagnostik und Strahlentherapie Techniker          |                                                          |                                                          |
| Körperliche Vorbereitung Techniker                         |                                                          |                                                          |
| Hochschule für Tourismus und Hotelmanagement               | Tourismus und Hotellerie                                 | Hotelmanagement Techniker                                |
|                                                            | Ökotourismus                                             | Abenteuertourismus Techniker                             |
| Tourismus & Gastgewerbe                                    | Tourismus Techniker, Erwähnung in Tourismusunternehmen   |                                                          |

### Spezialisierung und Weiterbildung
Durch die Spezialisierungsprogramme können sich Personen und Unternehmen für verschiedene Kurse, Diplome und auch Studienpläne entscheiden und sie in vollständige Studienpläne umwandeln.

### Erweiterung und Zweige Päpstliche Katholische Universität von Chile
| Fokusbereich               | Abteilungen und Erweiterungszentren                                                    |
| -------------------------- | -------------------------------------------------------------------------------------- |
| Technische Sekundarstufe   | Liceo Bicentenario Politécnico -Andes Polytechnic High School- (Foundation Subsidiary) |
| Diplom und Spezialisierung | Educación Continua DuocUC                                                              |
| F&E                        | CITT DuocUC: Innovation and Technology Transfer Center                                 |
| F&E                        | Centro Innova                                                                          |
| F&E                        | IA Applied Investigation                                                               |
| F&E                        | DDF Duoc Design Factory                                                                |
| Sports                     | DuocUC Sports                                                                          |
| Kultur & Kunst             | DuocUC Theater                                                                         |
| Diplom und Spezialisierung | DuocUC Observatory                                                                     |
| Kommunikation              | SOMOS Magazine                                                                         |
| Kommunikation              | EscomTV                                                                                |
| Arbeitsbeziehungen         | Duoc Laboral.cl                                                                        |
| Kommunikation              | School of Communication Radios: AE Radio                                               |
| Diplom und Spezialisierung | Teacher Training Center                                                                |
| F&E                        | Technology Centers for Engineering and Natural Resources                               |
| Kultur & Kunst             | Extension Center: Cousiño Building (Valparaíso)                                        |
| Kultur & Kunst             | Extension Center: Íñiguez Palace (Santiago)                                            |
| Kommunikation              | La Cantera Producer                                                                    |
| Diplom und Spezialisierung |                                                                                        |

## Internationale Netzwerke
Duoc UC bietet Studenten Möglichkeiten zur internationalen Entwicklung und ist Mitglied in zahlreichen internationalen Netzwerken.

### Internationale Akkreditierung
Die Hochschule für Design wurde 2015 von der National Association of Schools of Art and Design (NASAD) akkreditiert.
Im Jahr 2015 wurde das Englischprogramm der Duoc UC von der Oxford University Press mit der Oxford Quality Gold Category ausgezeichnet.
Im Jahr 2012 erhielt das Biomedical Computing-Programm die internationale Akkreditierung durch die International Medical Informatics Association.

### Kooperationsprojekte
Die Duoc UC Design Factory basiert auf dem Modell der Design Factory der Aalto-Universität in Finnland. Dieses Zentrum fördert die Ausbildung und Kreativität der Studenten.
Das Design Factory Global Network (DFGN) ist derzeit in elf Hochschulen weltweit tätig. Das Ziel dieses Netzwerks und seiner Partnermitglieder ist es, über die akademischen Grenzen hinaus führend in der internationalen Hochschulzusammenarbeit zu sein.

## Institutionelle Bindung
- Päpstliche Katholische Universität von Chile
- Erzbistum Santiago de Chile
- Im Anhang der Päpstlichen Universität, Heiliger Stuhl, Vatikanstadt

## Bemerkenswerte Alumni
- Christiane Endler, chilenische Fußballtorhüterin
- Patricio „Pato“ Escala Pierart, chilenischer Animationsfilmer und Filmproduzent

## Galerie

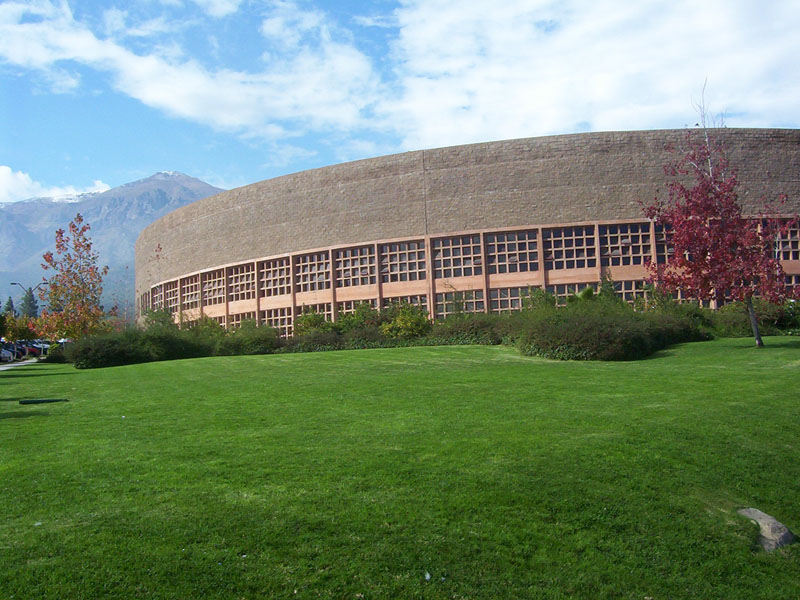
Campus San Carlos de Apoquindo
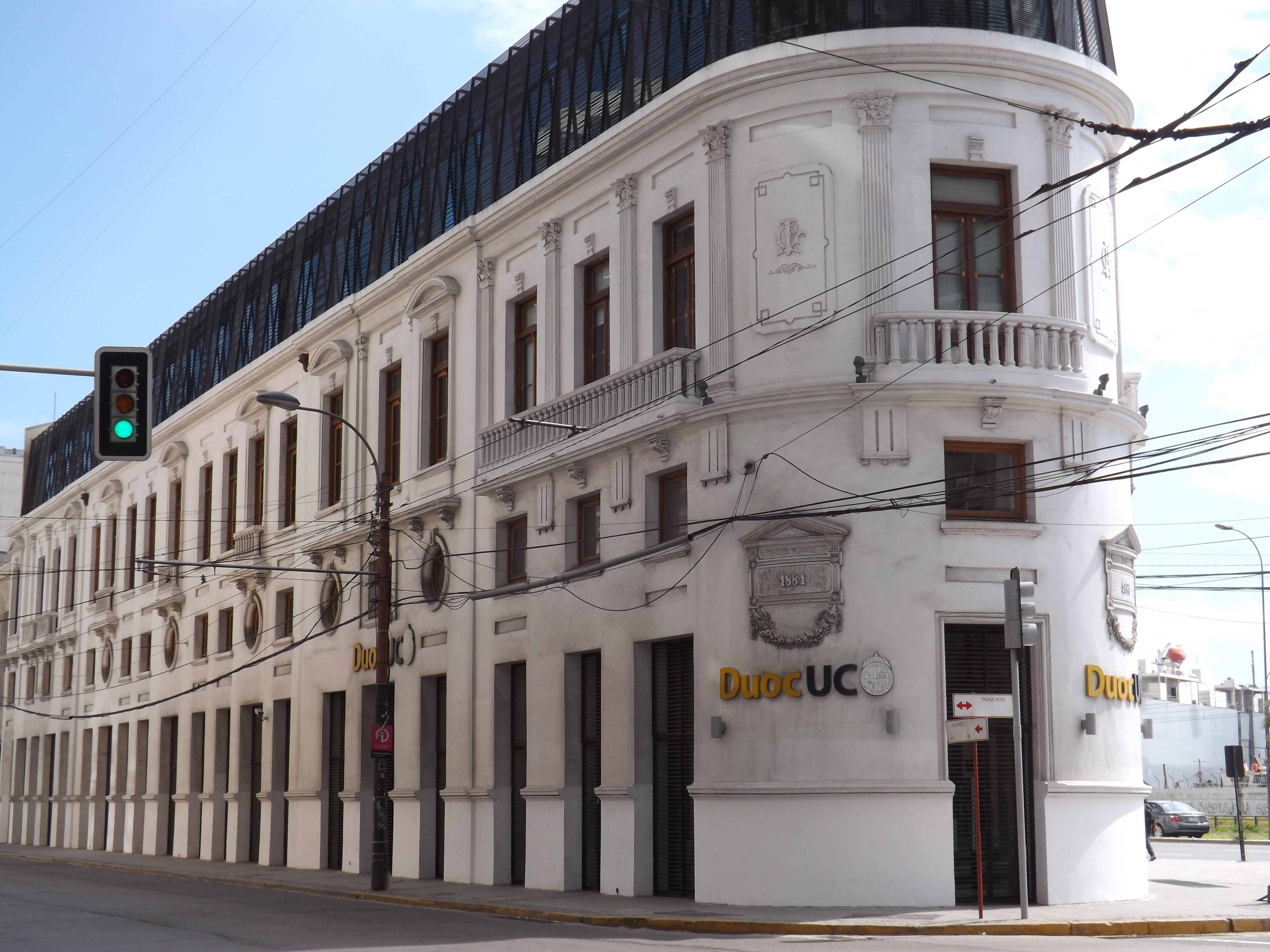
Centro de Extensión Edificio Cousiño, Valparaíso (Denkmalgeschütztes Gebäude)
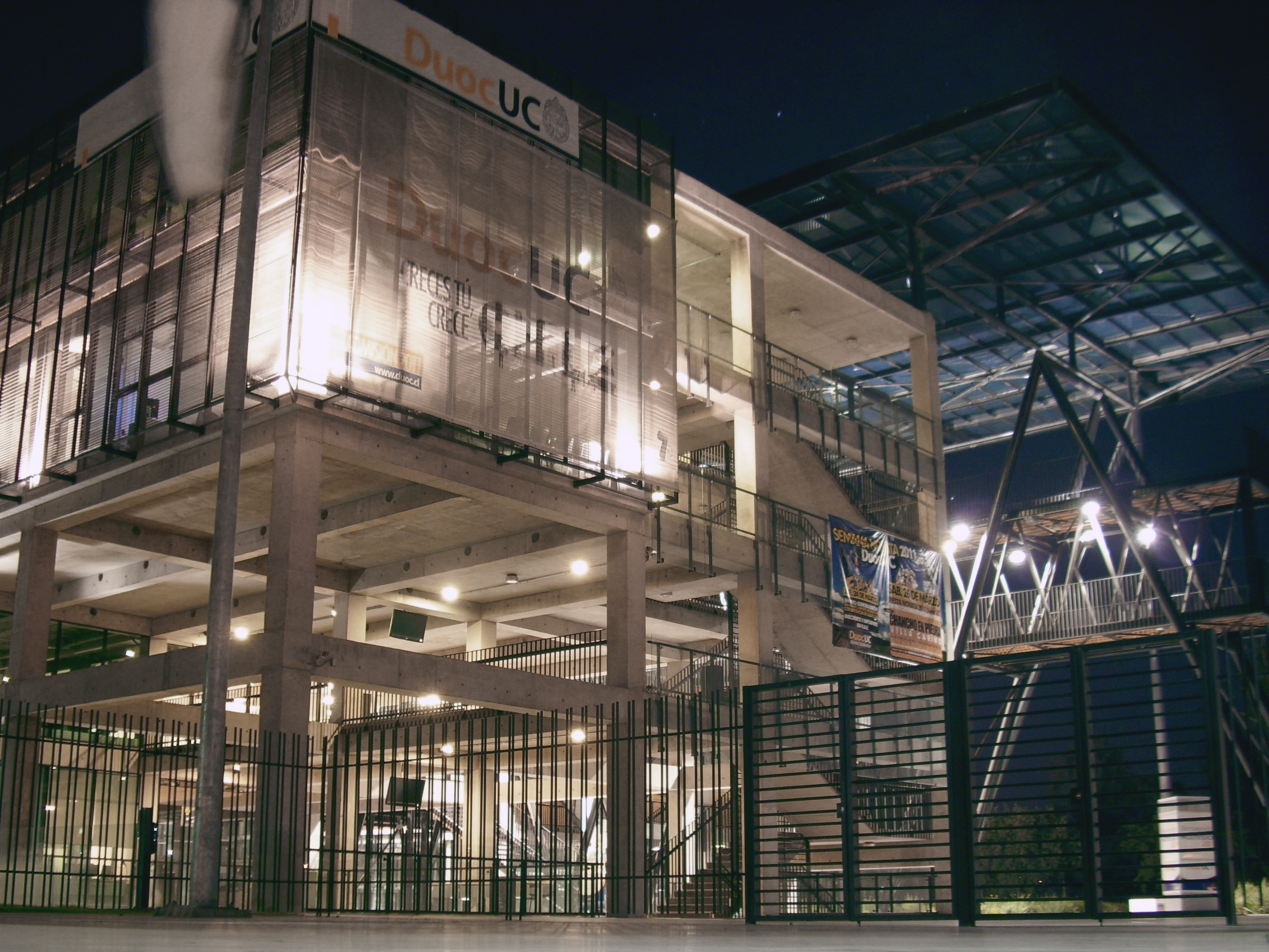
Campus Maipú, Santiago